# Mater admirabilis
Mater admirabilis è un affresco presente nella Chiesa della Trinità dei Monti, dipinto dalla francese Pauline Perdrau.
Secondo la tradizione romana, Predrau fu incaricata dalle suore di Trinità dei Monti di dipingere un affresco dedicato alla Vergine Maria. Il lavoro fu completato nel 1844, ma la Madre superiora decise di coprirlo con una tela quando lo vide, perché riteneva che i colori fossero troppo brillanti. Il dipinto fu "riscoperto" il 20 ottobre 1846 durante una visita di papa Pio IX: incuriosito dal telo, il papa chiese e ottenne di vedere cosa vi fosse celato dietro, nonostante le proteste della Madre Superiora. Il papa fu colpito dal dipinto e lo chiamò "Mater admirabilis" ("Madre ammirabile") e ordinò che l'affresco rimanesse visibile da quel momento in poi.